# Флотационная машина

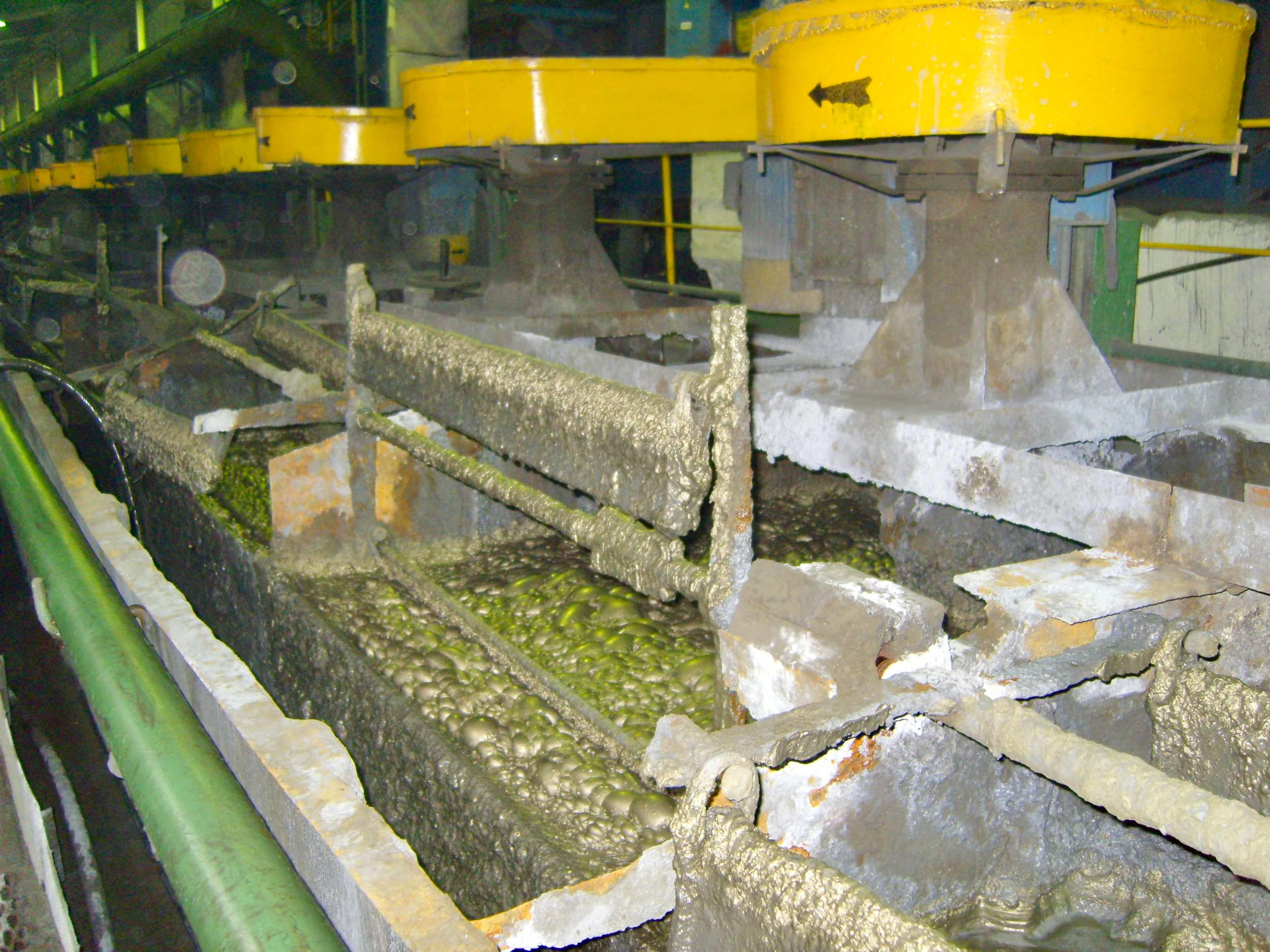
Технологическая линия флотационных машин для пенной флотации

Флотацио́нная маши́на — (англ. flotation machines) агрегат для проведения флотации. Представляет собой устройство в виде ёмкости (ванны или камер), предназначенное для разделения взвешенных в жидкости относительно мелких твёрдых частиц (или их выделения из жидкости) по их способности прилипать к вводимым в суспензию газовым пузырькам, каплям масла и т. д. с целью извлечения полезного компонента.

## Применение флотационных машин
- аэрация пульпы
- суспензирование пульпы
- селективная минерализация воздушных пузырьков
- создание зоны пенного слоя
- разделение пенного и камерного продуктов

Главным фактором, определяющим качество работы флотационных машин, является степень аэрации пульпы. Аэрация пульпы характеризуется количеством воздуха, проходящим в единицу времени через единицу объёма пульпы (л/м3*мин).. По типу аэрации пульпы флотационные машины делятся на три основные группы: механические, пневмомеханические, пневматические.
- Механическая. Перемешивание пульпы, засасывание и диспергирование воздуха производится импеллером. Под действием водяных вихрей засасываемый воздух распадается на отдельные пузырьки.
- Пневмомеханическая. Происходит подача сжатого воздуха в пульпу через пористые перегородки или трубы. Диспергирование и перемешивание пульпы производится импеллером.
- Пневматическая. Перемешивание и аэрация пульпы происходит путём подачи сжатого воздуха через аэраторы различных конструкций. Воздух диспергируется при пропускании его сквозь поры, а также при подъёме пульпо-воздушной смеси в турбулентных потоках при изменении направления их движения.

Производители в качестве основных характеристик флотационных машин обычно указывают:
- Вместимость камеры, в м³
- Пропускная способность м³/мин

У механических и пневмомеханических машин объём камер составляет от 0,14 до 70 м³, производительность по потоку пульпы от 0,20 до 130 м³/мин, удельный расход мощности от 0,85 до 2,80 кВт/м³.
- Мощность электродвигателя привода импеллера, кВт
- Содержание в исходном питании классов крупностью частиц менее 0,074 мм
- Удельный расход воздуха, м³/мин * м²

## Рабочие инструменты флотационных машин
- элеватор для подачи пульпы
- камера
- импеллеры
- выпускная труба для хвостов
- труба для отвода концентрата

## Классификация флотационных машин
- механические флотационные машины (перемешивание пульпы, засасывание и диспергирование воздуха осуществляется импеллером)
- пневмомеханические флотационные машины (воздух подаётся из воздуходувки, диспергирование и перемешивание пульпы осуществляется импеллером)
- пневматические флотационные машины — машины пенной сепарации: колонные флотационные машины, аэролифтные флотационные машины (перемешивание и аэрация пульпы осуществляется подачей сжатого воздуха через аэраторы различных конструкций)
- вакуумные флотационные машины (аэрация обеспечивается выделением растворённых газов из пульпы)
- компрессорные флотационные машины (аэрация обеспечивается выделением растворённых газов из пульпы)
- электрофлотационные машины (аэрация жидкости пузырьками, выделяющимися при электролизе)
- центробежные флотационные машины
- флотационные машины со струйным аэрированием жидкости

## Прямоточные и камерные флотационные машины
Разделяются по характеру продольного перемещения пульпы.
- Машины прямоточные — представляют собой жёлоб, разделённый рядом поперечных перегородок на отдельные отсеки. Перегородки не доходят до дна, а верхняя часть находится ниже уровня пульпы. В разгрузочном конце отсека имеется разгрузочная коробка для регулировки уровня пульпы.
- Машины камерные состоят из отдельных камер. Пульпа проходит из одной камеры в другую, но между ними находится специальная промежуточная коробка, позволяющая регулировать передвижение пульпы. Таким образом можно менять уровень пульпы по камерам.